# Mount Bandilaan
Mount Bandilaan is de hoogste berg op het eiland Siquijor. De berg ligt deels in de gemeente Siquijor en deels in de gemeente Lazi. Het gebied rond de is een beschermd natuurgebied genaamd: Mount Bandilaan Natural Park.